# Festival de la Canción de San Remo 1994
El cuadragésimo cuarto Festival de Sanremo se efectuó en San Remo, en el Teatro Ariston desde el 23 febrero al 26 de febrero de 1994.
El festival fue presentado por Pippo Baudo con Anna Oxa y Canelas. En esta edición Baudo fue por primera vez también director artístico de la competencia (rol luego mantenido en todas las sucesivas ediciones por él presentadas). Después de dieciséis años, la organización del festival volvió a ser coordinada totalmente por la RAI.
La competencia canora presenció el triunfo de dos cantantes no videntes: Aleandro Baldi en la categoría Campeones con la canción Pasará y Andrea Bocelli (convertido de allí en más en una estrella de nivel internacional) para la categoría Nuevas Propuestas con el tema El mar calmo de la noche; también fue obtenido mucho éxito en la categoría Campeones por Giorgio Faletti, con el conmovedor tema Señor teniente, inspirado en los estragos mafiosos de Capaci y vía D'Amelio, clasificándose segundo y ganador del Premio de la crítica.

## Clasificación, canciones y cantantes - SecciónCampeones
1. Pasará (Aleandro Baldi, Giancarlo Bigazzi, Marco Falagiani) Aleandro Baldi – 27.145 votos
2. Señor teniente (Giorgio Faletti) Giorgio Faletti – 25.742 votos
3. Extraños amores (Ángel Valsiglio, Roberto Buti, Cheope, Marco Marati y Francesco Tanini) Laura Pausini – 25.587 votos
4. No es una película (Ángel Anastasio, Celso Valli y Gerardina Trovato) Gerardina Trovato – 25.076 votos
5. Cinco días (Vincenzo Inocenzo y Michele Zarrillo) Michele Zarrillo – 23.411 votos
6. Los acuerdos de siempre (Enzo Jannacci, Paolo Rossi y Paolo Jannacci) Enzo Jannacci y Paolo Rossi – 22.413 votos
7. Malditas malas lenguas (Ivan Graziani) Ivan Graziani – 22.248 votos
8. Amar amar (Andrea Mingardi, Maurizio Tirelli y Andrea Mingardi) Andrea Mingardi – 21.863 votos
9. Ser duros (Marco Armenise y Luca Carboni) Marco Armani – 19.359 votos
10. Por la noche especialmente (Cheope, Donatella Rettore y Claudio Rego) Donatella Rettore – 18.943 votos
11. Terra mía (Maria Giuliana Nava) Mariella Nava – 18.904 votos
12. La casa del emperador (Tony Cicco y Mario Castelnuovo) Fórmula 3 – 18.393 votos
13. Amigos no tengo (Loredana Bertè y Philippe Leon) Loredana Bertè – 18.035 votos
14. Crecerás (Bruno Zucchetti, Giuseppe Dati,  Stefano Busà y Giuseppe Dati) Alessandro Canino – 17.988 votos
15. Ten cuidado (Francesco Salve, Vittorio Cosma y Francesco Salvi) Francesco Salvi – 17.392 votos
16. Quizás no (Alessandro Pizzamiglio) Alessandro Bono -16.936 votos
17. Si me amas… (Toto Cutugno) Claudia Mori – 16.273 votos
18. El ascensor  (Carlo Marrale y Cheope) Carlo Marrale – 15.572 votos
19. Una vieja canción italiana (Stefano Jurgens y Marcello Marrocchi) Squadra Italia – 14.900 votos
20. Nápoles (Franco Califano, Alberto Laurenti y Antonio Gaudino) Franco Califano – 12.968 votos

## Clasificación, canciones y cantantes - SecciónNuevas Propuestas
1. El mar calmo de la noche (Gian Pietro Felisatti, Gloria Nuti y Malise) Andrea Bocelli  – 12.641 votos
2. Recuerdos del corazón (Almas solas) (Claudio Allia y Ray Distefano) Antonella Arancio  – 10.672 votos
3. Aquellos igual que nosotros (Danilo Amerio) Danilo Amerio  – 9.978 votos
4. Fuera (Telonio e Irene Grandes) Irene Grandi – 9.743 votos
5. Así vivirás (Ermanno Croce y Rossano Eleuteri) Valeria Visconti  – 9.252 votos
6. Podemos realizar nuestros sueños (Stefano Jurgens, Tania Montelpare y Giulio Galgani) Lighea  – 9.204 votos
7. Y después (Giorgia Todrani, Máximo Calabrese y Marco Rinalduzzi) Giorgia  – 9.171 votos
8. El mundo está aquí (Varo Venturi) Francesca Schiavo  – 8.832 votos
9. El mundo adonde va (Vincenzo Benedetto Scanu) Silvia Cecchetti  – 8.536 votos
10. Siente hombre (Giovanni De Tonno, Alessandro Di Zio y Giovanni Di Tonno) Giò Di Tonno  – 8.294 votos

No finalistas
- Corazón corazón (Paola Ángeli) Paola Ángeli
- Es sólo un día negro (Carmen Di Domenico y Claudio Pizzale) Simona D'Alessio
- LoS jardines de la Alhambra (Fulvio Caporale, Vito Caporale y Fulvio Caporale) Baraonna
- Yo y mi amigo Neal (Michele Ascolese y Daniela Colace) Daniela Colace
- Pero que sería (Francesco Campi) Franz Campi
- No apagues tus ojos (Joe Barbieri) Joe Barbieri
- Viento propicio (Tina Nicoletta y Valeria Nicoletta) Paideja
- Sin un dolor (Daniele Fossati) Daniele Fossati

## Otros premios
- Premio de la Crítica - Categoría Campeones: Giorgio Faletti para Señor Teniente.
- Premio de la Crítica - Categoría Nuevas Propuestas: Baraonna para I giardini d'Alhambra.
- Premio Fonopoli mejor Arreglo: Peppe Vessicchio para I giardini d'Alhambra..

## Reglamento
Una interpretación por tema:
- 1ª velada: 20 Campeones (con clasificación provisoria)
- 2ª velada: 10 Campeones + 9 Nuevas Propuestas (5 a la final)
- 3ª velada: 10 Campeones + 9 Nuevas Propuestas (5 a la final)
- 4ª velada: 20 Campeones + 10 Nuevas Propuestas (carreras separadas)

## Orquesta
La Orquesta de la RAI fue dirigida por los maestros: Pippo Caruso, Fabio Anastasi, Antonio Annona, Michele Ascolese, Stefano Barzan, Eric Buffat, Federico Capranica, Giorgio Cocilovo, Lucio Fabbri, Marco Falagiani, Enzo Ferrari, Riccardo Galardini, Alberto Laurenti, Gianfranco Lombardi, Max Longhi, Detto Mariano, Adelmo Musso, Mario Natale, Pinuccio Pirazzoli, Marco Piscarini, Stefano Previsti, Bruno Santori, Vince Tempera, Walter Tesoriere, Maurizio Tirelli, Celso Valli, Peppe Vessicchio, Fio Zanotti, Bruno Zucchetti.

## Iniciación musical
"La gente que canta" interpretada por todos los artistas de la categoría Campeones.

## DopoFestival
El DopoFestival estuvo conducido por Mara Venier con Renato Zero, Roberto D'Agostino y la supervisione de Pippo Baudo.

## Cantantes huéspedes
Estos los huéspedes que se han exhibido en el transcurso de las cuatro veladas de esta edición del festival de Sanremo:
- Matt Bianco - Our Love
- Take That - Relight My Fire
- K.D. Lang - Constant craving
- Incognito
- Jamiroquai - Too Young to Die
- Dee Dee Bridgewater y Amii Stewart - Why
- Phil Collins - Everyday
- Elton John y Ru Paul - Don't Go Breaking My Heart
- Carla Boni - Casetta in Canadà
- Gino Latilla - Viejo zapatero

## Colocaciones en la clasificación de los simples
| Artista           | Simple                     | Italia (Máxima posición alcanzada ) | Italia (Posición anual ) |
| ----------------- | -------------------------- | ----------------------------------- | ------------------------ |
| Laura Pausini     | Extraños amores            | 2                                   | 34                       |
| Giorgia           | Y luego                    | 2                                   | —                        |
| Giorgio Faletti   | Señor teniente             | 5                                   | —                        |
| Gerardina Trovato | No es una película         | 6                                   | —                        |
| Andrea Bocelli    | El mar calmo de la noche   | 8                                   | 43                       |
| Irene Grandi      | Fuera                      | 8                                   | 67                       |
| Aleandro Baldi    | Pasará                     | 9                                   | —                        |
| Antonella Arancio | Recuerdos del corazón      | 10                                  | —                        |
| Equipo Italia     | Una vieja canción          | 11                                  | —                        |
| Michele Zarrillo  | Cinco días                 | 12                                  | 91                       |
| Donatella Rettore | Por la noche especialmente | 12                                  | —                        |
| Loredana Bertè    | Amigos no tengo            | 22                                  | —                        |

## Compilation
- SuperSanremo '94
- Sanremo '94

## Organización
RAI

## Escuchas
Resultados de escuchas de las varias veladas, según detecciones Auditel.
| Primera TV Italia       | Tele-espectadores | Cuota  |
| ----------------------- | ----------------- | ------ |
| Primera velada          | 13 400 000        | 56,93% |
| Segunda velada          | 11 300 000        | 44,77% |
| Tercera velada          | 12 700 000        | 52,18% |
| Cuarta velada           | 13 100 000        | 60,63% |
| Promedio de las veladas | 12 625 000        | 53,63% |

## Excluidos
Entre los cantantes no admitidos para participar en la categoría Campeones están: Giuni Ruso (con el tema Su figura), Mia Martini (con el tema Y la vida cuenta), Cristiano De André, Aeroplanitaliani, Paola Turci, Eduardo De Crescenzo, Rita Pavone, Peppe Barra, Enzo Gragnaniello, Adriano Pappalardo, Riccardo Fogli, Alberto Fortis, Mike Francis, Fiordaliso, Nek y Ladri di Biciclette.

## Dirección artística
La dirección artística del festival estuvo a cargo de Pippo Baudo: por primera vez coincidieron las figuras del presentador y del director artístico.